# Сеништа (ТВ филм)
„Сеништа” је југословенски и македонски ТВ филм из 1969. године. Режирао га је Душко Наумовски а сценарио је написан по делу Хенрика Ибсена.

## Улоге
| Глумац          | Улога  |
| --------------- | ------ |
| Ацо Јовановски  | Освалд |
| Мери Бошкова    | Хелена |
| Анче Џамбазова  |        |
| Киро Ћортошев   |        |
| Димитар Гешоски |        |